# Lina Marín
Felipa Cartas Orozco (Unión Hidalgo, Oaxaca, 12 de agosto de 1944-Ciudad de México, 23 de junio de 1989), más conocida como Lina Marín, fue una actriz mexicana. Entre sus trabajos más destacados se encuentra su participación en las películas; Un hombre llamado Caballo (A Man Called Horse, 1970), y El bueno para nada (1973).

## Biografía
Nació en la región del Istmo de Tehuantepec, en el municipio de Unión Hidalgo, Oaxaca. A los 14 años se fue a vivir a la Ciudad de México, donde debutó en cine en la película El derecho de nacer en 1966.
Tuvo papeles secundarios relevantes en La marcha a Zacatecas y El último pistolero (ambas de 1969) antes de interpretar a una indígena sioux llamada Thorn Rose (Rosa de Espina) en Un hombre llamado Caballo, película con la que se dio a conocer a nivel internacional. 
En 1970 tuvo un papel secundario en El oficio más antiguo del mundo, en que Lina Marín interpreta el papel de Gumersinda.
Después participó en Espérame en Siberia, vida mía (1971), con Mauricio Garcés; Chanoc contra el tigre y el vampiro (1972), con Gregorio Casal; Tacos al carbón (1972), con Vicente Fernández; El rey de Acapulco (1972), con Capulina; y El Payo - un hombre contra el mundo (1972), con Jorge Rivero.
En 1973 se estrenó su segunda película con Capulina, El bueno para nada, en la que destacó interpretando el principal papel femenino: María, la novia indígena de Capulina y empleada doméstica de Susana Alexander y Pancho Córdova. Su actuación en dicha película fue su mayor logro en el cine mexicano, y demostró que, además de ser una gran belleza, la actriz también tenía dotes para la comedia.
Retornó al cine a mediados de los ochenta con una participación en la película Lo que importa es vivir (1987).
Falleció en 1989, víctima de cáncer de seno. Le sobreviven dos hijos.

## Legado
Una sala de cine en el Centro Cultural Herón Ríos de Juchitán de Zaragoza lleva su nombre.
En 2016, se le rindió un homenaje en Unión Hidalgo en el que se inauguró un mural conmemorativo y se estrenó un cortometraje.

## Filmografía (parcial)
- Despedida de casada (1968)
- El matrimonio es como el demonio (1969)
- Tacos al carbón (1972)
- El bueno para nada (1973)
- El chacal (1987)